# Criquetot-le-Mauconduit

Criquetot-le-Mauconduit este o comună în departamentul Seine-Maritime, Franța. În 1 ianuarie 2022 avea o populație de 195 de locuitori.